# Koren István (botanikus)
Koren István (Domony, 1805. december 21. – Szarvas, 1893. április 17.) aszódi al-, majd szarvasi főgimnáziumi tanár, botanikus.

## Élete
1812-ben domonyi elemi iskolában kezdte meg tanulmányait. 1816-ban szülei Ikladra küldték németet tanulni. Középiskoláit 1816-1825 között Selmecbányán végezte. A gimnáziumi osztályok után a főiskolai filozófiai, bölcsészeti, teológiai karára iratkozott be. Tanárai már ekkor felfigyeltek zenei tehetségére. 1825-től 1827-ig Pozsonyban teológiát tanult, s itt szerezte meg a középiskolai tanári képesítést. Innen a Zólyom vármegyei Osztrolukára került, Osztroluczki Miklós nagybirtokos fiának nevelőtanáraként.
1833-ban rövid ideig Besztercebányán tanítóskodott, majd 1834. január elején foglalta el új állását az aszódi latin iskolában, melyet felvirágoztatott, és rendes algimnáziummá szervezett. Ekkor már öt nyelven beszélt. Pontossága rendszeretete jótékony hatással volt az intézményre. Egyedül látta el iskolája minden teendőjét, igazgatója, tanára, gondnoka volt egy személyben, sőt még tanítványai zongoraoktatásával is foglalkozott, és segédlelkészi teendőkként magyarul, németül és szlovákul prédikált a templomban.
Leghíresebb tanítványa Petőfi Sándor volt, aki Aszódon tette meg első irodalmi próbálkozásait. Tőle köszön el a költő "Búcsúzás" (1838. június) című költeményében, mely Petőfi első fennmaradt verse, s melyet Koren István őrzött meg az utókornak:
"Drága Tanító úr, ki fáradhatatlan iparral
A tudományokban jártassá tenni akartál
Bennünk', vedd végső együttlétünkben ezen pár
Búcsúszót, mert elválunk sok időre te tőled!"
1856-ban azonban az osztrák hatóságok bezárták az aszódi latin iskolát. 23 évi munkásság után új helyet keresett, s 1856 őszén elfogadta a szarvasi főgimnázium tanári állását. Itt 1857-től 1883-ig tanított magyart, németet, latint és botanikát, s innen vonult nyugdíjba. Ezután a szlovák nyelvvel és irodalommal foglalkozott, amiért több támadás is érte. Ezért igaz hazafiságát volt kénytelen bizonygatni a sajtóban.
Botanikusként Szarvas környékének flóráját tanulmányozta, és annak leírását a főgimnázium értesítőjében közölte (1873-1874 és 1882-1883). Az évek  alatt nagy herbáriumot alakított ki (5000 fanerogám, kriptogám, szárazföldi és tengeri növényfaj). Több híres botanikussal növénycsere viszonyban állt.
A szarvasi temetőben helyezték örök nyugalomra. Síremlékének felirata kiválóan jellemzi emberi nagyságát: "A munka volt életeleme, a nevelés egyetlen élvezete, a közjót szolgáltatni egyetlen dicsvágya, a köztisztelet jutalma."

## Emlékezete
- Raffay Sándor evangélikus püspök így emlékezett rá: "Akkor itt (Aszódon) még nádfedeles házban, egyetlen tanteremben, evangéliumi szegénységben élő egyetlen tanítómester személyesítette meg az intézetet. Áldott emlékű Koren István, nekem is egykori tanárom, igazi professzor és polihisztor volt, aki az emberi lélek belső titkaiban ugyanolyan járatos volt, mint a tudományok mezején és a természet nagy világában. Tiszta szemmel, világos és bölcs értelemmel, meleg szívvel irányította a reá bízott ifjúság lelkét."
- Róla nevezték el a domonyi általános iskolát.

## Külső hivatkozások
- Koren István élete a Domonyi Általános Iskola honlapján
- Szinnyei József: Magyar írók élete és munkái
- Kislexikon [Tiltott forrás?]
- Petőfi Sándor: Búcsúzás
- Portréja